# 레네이 사우텐데이크
러네이 사우턴데이크(Renée Soutendijk, 1957년 5월 21일 ~ )는 네덜란드의 배우이다. 파울 페르후번 감독의 1980년 영화 《스페터스》(Spetters)가 대표작이다. 금발과 빼어난 외모로 인해 1980년대 네덜란드의 대표적인 섹스 심벌이기도 했다. 1985년 황금송아지상 영화 부문 여우주연상 수상자이다.

## 출연 작품
- 레드배드 (2018)
- 보이 7 (2015)
- 어 퍼펙트 맨 (2013)
- 하우스 콜 (1994)
- 키퍼 오브 더 시티 (1991)
- 이브의 파괴 (1991)
- 포스 맨 (1983)
- 스펫터즈 (1980)